# Parigi-Roubaix 1896
La Parigi-Roubaix 1896, prima storica edizione della corsa, si svolse il 19 aprile 1896 su un percorso totale di 280 km. La vittoria fu appannaggio del tedesco Josef Fischer, che completò il percorso in 9h17'00", alla media di 28,124 km/h, precedendo il danese Charles Meyer e l'italiano Maurice Garin.
Presero il via da Porte Maillot 51 ciclisti (45 professionisti e 6 amatori), 32 di essi (28 professionisti e 4 amatori) tagliarono il traguardo di Roubaix.

## Ordine d'arrivo (Top 10)
| Pos. | Corridore            | Squadra | Tempo      |
| ---- | -------------------- | ------- | ---------- |
| 1    | Josef Fischer        | Diamant | 9h17'00"   |
| 2    | Charles Meyer        | -       | a 25'00"   |
| 3    | Maurice Garin        | -       | a 28'00"   |
| 4    | Arthur Linton        | -       | a 45'00"   |
| 5    | Lucien Stein         | -       | a 1h01'00" |
| 6    | Boinet               | -       | a 1h01'50" |
| 7    | Emile Van Berendonck | -       | a 1h07'30" |
| 8    | Henri Aries          | -       | a 1h51'00" |
| 9    | Gaston Pachot        | -       | a 2h02'00" |
| 10   | Pierre Mercier       | -       | a 2h16'00" |